# Ophryops aegrotus
Ophryops aegrotus är en skalbaggsart som först beskrevs av Bates 1876.  Ophryops aegrotus ingår i släktet Ophryops och familjen långhorningar. Inga underarter finns listade i Catalogue of Life.